# Albemarle Sound

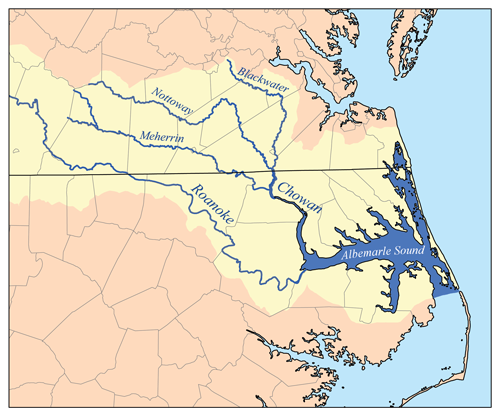
Albemarle Sound

O Albemarle Sound (por vezes traduzido por estreito de Albemarle) (em inglês:  Albemarle Sound) é uma enseada costeira da costa atlântica dos Estados Unidos, localizada a nordeste da Carolina do Norte. Está protegida do Oceano Atlântico pelo escudo que formam os Outer Banks, uma longa barra onde a cidade de Kitty Hawk se situa, e tem cerca de 80 km de comprimento por 8 a 23 km de largura. Nele desaguam o rio Chowan e o rio Roanoke, entre outros.
O estuário foi explorado por Ralph Lane em 1585, e recebeu o seu nome por George Monck.